# Iwan Bohdan
Iwan Gawrylowytsch Bohdan, ukrainisch Іван Гаврилович Богдан, (* 29. Februar 1928 in Dmitrowo-Belowka in der Oblast Mykolajiw; † 25. Dezember 2020) war ein sowjetischer Ringer.

## Sportliche Laufbahn
Iwan Bohdan begann als Jugendlicher in der Nähe von Moskau mit dem Ringen. Zu Beginn der 1950er Jahre wurde er zur Sowjetarmee eingezogen und zum Sportklub der Armee in Leningrad delegiert. Dort erhielt er u. a. mit dem Altinternationalen Konstantin Koberidse einen hervorragenden Trainer, der ihn bald an die sowjetische Spitzenklasse der Schwergewichtsringer heranführte.
Bohdan rang ausschließlich im griechisch-römischen Stil und wog nur ca. 100 kg, was für einen Schwergewichtler relativ leicht war. In den Jahren 1953 und 1954 konnte er sich bei den sowjetischen Meisterschaften im griechisch-römischen Stil schon im Vorderfeld platzieren, kam aber an den die sowjetische Ringerszene im Schwergewicht seit Jahren beherrschenden Johannes Kotkas und Alexander Masur noch nicht vorbei. 1955 und 1956 wurde er jeweils sowjetischer Vizemeister im Schwergewicht und hatte sich damit nachhaltig als Nachfolger für die bereits über vierzigjährigen Kotkas und Masur empfohlen.
Die Weltmeisterschaften 1957 und 1959 wurden nur im freien Stil ausgetragen. 1958 wurde Bohdan, nachdem er sich im innersowjetischen Duell gegen den Olympiasieger von 1956 Anatoli Parfenow durchgesetzt hatte, erstmals Weltmeister und 1960 Olympiasieger. Seinen Olympiasieg verdankte er dabei dem Schweden Ragnar Svensson, den er schultern konnte, während sein Hauptrivale Wilfried Dietrich aus der Bundesrepublik Deutschland Svensson nur nach Punkten besiegen konnte. Das Duell Bohdan gegen Dietrich ging unentschieden aus.
Iwan Bohdan wurde auch 1961 noch einmal Weltmeister und trat anschließend zurück. In der Sowjetunion standen mit Anatoli Roschtschin und Nikolai Schmakow und in Europa mit István Kozma aus Ungarn seine Nachfolger bereit.
Iwan Bohdan war Offizier in der Sowjetarmee.

## Internationale Erfolge
Bohdan absolvierte alle genannten Wettbewerbe im griechisch-römischen Stil im Schwergewicht (damals über 87 kg Körpergewicht)
- 1955: 2. Platz bei den Welt-Jugendspielen in Warschau, hinter Hussein Mehmedow, Bulgarien und vor Nordström, Schweden;
- 1957: 1. Platz bei den III. Internationalen Sportfestspiele in Moskau, vor Hussein Mechmedow und Francisc Balla, Rumänien;
- 1958: 1. Platz bei der Weltmeisterschaft in Budapest, mit Siegen über Lazăr Bujor, Rumänien, Anton Geesink, Niederlande und Hamit Kaplan, Türkei sowie Unentschieden gegen Ljutwi Dschiber Achmedow, Bulgarien und János Reznák, Ungarn;
- 1960: Goldmedaille bei den Olympischen Spielen in Rom, mit Siegen über Tari Tan, Türkei und Ragnar Svensson, Schweden sowie Unentschieden gegen Bohumil Kubát, CSSR und Wilfried Dietrich, BRD;
- 1961: 1. Platz bei der Weltmeisterschaft in Yokohama, mit Siegen über Bohumil Kubát, William Lovell, USA und Buck Samarai, Australien und Unentschieden gegen Hamit Kaplan und István Kozma, Ungarn

## Wichtigste Länderkämpfe
- 1958: Schweden – UdSSR, Unentschieden gegen Bertil Antonsson
- 1959: UdSSR – Schweden, Unentschieden gegen Ragnar Svensson

## UdSSR-Meisterschaften
- 1955: 2. Platz, hinter Johannes Kotkas und vor Alexander Masur
- 1956: 2. Platz, hinter Kotkas und vor Anatoli Parfenow
- 1958: 1. Platz, vor Parfenow und Walentin Nikolajew
- 1959: 1. Platz, vor Nikolajew und Parfenow
- 1960: 3. Platz, hinter Sergej Zaluski und Anatolij Podzunskij
- 1961: 1. Platz, vor Anatoli Roschtschin und Nikolai Schmakow

| Personendaten    | Personendaten                                          |
| ---------------- | ------------------------------------------------------ |
| NAME             | Bohdan, Iwan                                           |
| ALTERNATIVNAMEN  | Bohdan, Iwan Gawrylowytsch; Bogdan, Iwan Gawrilowitsch |
| KURZBESCHREIBUNG | sowjetischer Ringer                                    |
| GEBURTSDATUM     | 29. Februar 1928                                       |
| GEBURTSORT       | Dmitrowo-Belowka, Oblast Mykolajiw                     |
| STERBEDATUM      | 25. Dezember 2020                                      |